# Arctoconopa zonata
Arctoconopa zonata is een tweevleugelige uit de familie steltmuggen (Limoniidae). De soort komt voor in het Palearctisch gebied.